# Amatori Catania Rugby 2005-2006

## Super 10 2005-06

### Stagione regolare
| Incontro                        | Andata | Ritorno |
| ------------------------------- | ------ | ------- |
| Veneziamestre — Amatori Catania | 22-20  | 16-48   |
| Amatori Catania — Rovigo        | 35-18  | 7-44    |
| Amatori Catania — GRAN Parma    | 20-36  | 26-32   |
| L’Aquila — Amatori Catania      | 29-28  | 19-29   |
| Amatori Catania — Calvisano     | 25-37  | 19-23   |
| Parma — Amatori Catania         | 60-27  | 27-26   |
| Amatori Catania — Viadana       | 8-21   | 20-15   |
| Benetton — Amatori Catania      | 55-7   | 41-0    |
| Amatori Catania — Petrarca      | 21-8   | 27-24   |

#### Risultati della stagione regolare
| Posizione | G  | V | N | P  | PF  | PS  | DP   | B | Pt |
| --------- | -- | - | - | -- | --- | --- | ---- | - | -- |
| 8ª        | 18 | 6 | 0 | 12 | 396 | 517 | -121 | 9 | 28 |

### Spareggio per l'European Challenge Cup 2006-07
| Incontro                  | Risultato |
| ------------------------- | --------- |
| Viadana — Amatori Catania | 34-19     |

## Coppa Italia 2005-06

### Prima fase

#### Girone A
| Incontro                   | Risultato |
| -------------------------- | --------- |
| Benetton — Amatori Catania | 33-14     |
| Amatori Catania — Petrarca | 20-24     |

##### Risultati del girone A
| Posizione | G | V | N | P | PF | PS | DP  | B | Pt |
| --------- | - | - | - | - | -- | -- | --- | - | -- |
| 3ª        | 2 | 0 | 0 | 2 | 34 | 57 | -23 | 1 | 1  |

## European Challenge Cup 2005-06

### Prima fase

#### Girone 5
| Incontro                      | Andata | Ritorno |
| ----------------------------- | ------ | ------- |
| Connacht — Amatori Catania    | 62-17  | 24-28   |
| Amatori Catania — Worcester   | 14-19  | 8-44    |
| Montpellier — Amatori Catania | 74-12  | 34-37   |

#### Risultati del girone 5
| Posizione | G | V | N | P | PF  | PS  | DP   | B | Pt |
| --------- | - | - | - | - | --- | --- | ---- | - | -- |
| 3ª        | 6 | 2 | 0 | 4 | 116 | 257 | -141 | 2 | 10 |